# Zöldszárnyú bülbül
A zöldszárnyú bülbül (Ixos mcclellandii) a verébalakúak (Passeriformes) rendjébe, ezen belül a bülbülfélék (Pycnonotidae) családjába tartozó faj.

## Rendszerezése
A fajt Thomas Horsfield amerikai ornitológus írta le 1840-ben, a Hypsipetes nembe Hypsipetes mcclellandii néven.

## Alfajok
- Ixos mcclellandii mcclellandii (Horsfield, 1840) – Nepál, Bhután, észak-India, északnyugat-Mianmar, dél-Kína;
- Ixos mcclellandii ventralis (Stresemann, 1940) – nyugat és délnyugat-Mianmar;
- Ixos mcclellandii tickelli (Blyth, 1855) – kelet-Mianmar és észak-Thaiföld;
- Ixos mcclellandii similis (Rothschild, 1921) – dél-Kína, északkelet-Mianmar, észak-Indokína;
- Ixos mcclellandii holtii (Swinhoe, 1861) – délkelet-Kína;
- Ixos mcclellandii loquax (Deignan, 1940) – északnyugat- és északkelet-Thaiföld, dél-Laosz;
- Ixos mcclellandii griseiventer (Robinson & Kloss, 1919) – dél-Vietnám;
- Ixos mcclellandii canescens Riley, 1933 – délkelet-Thaiföld és délnyugat-Kambodzsa;
- Ixos mcclellandii peracensis (Hartert & Butler, 1898) – dél-Thaiföld, Malajzia félszigeti része.

## Előfordulása
Dél- és Délkelet-Ázsiában, Bhután, India, Kambodzsa, Kína, Laosz, Malajzia, Mianmar, Nepál, Thaiföld és Vietnám területén honos.
Természetes élőhelyei a szubtrópusi vagy trópusi síkvidéki és hegyi esőerdők, nedves és  magaslati cserjések, valamint vidéki kertek. Állandó, nem vonuló faj.

## Megjelenése
Testhossza 24 centiméter, testtömege 27–41 gramm.
|  |

## Életmódja
Gyümölcsökkel és rovarokkal táplálkozik, esetleg nektárt is fogyaszt.

## Szaporodása
Februártól szeptemberig (Indiában májustól augusztusig, Thaiföldön februártól augusztusig, Malajziában márciustól szeptemberig) költ.

## Természetvédelmi helyzete
Az elterjedési területe rendkívül nagy, egyedszáma pedig stabil. A Természetvédelmi Világszövetség Vörös listáján nem fenyegetett fajként szerepel.